# Mechiel Versluis
Mechiel Versluis  (ur. 29 lipca 1987 r. w Ooststellingwerfie) – holenderski wioślarz, brązowy medalista igrzysk olimpijskich, mistrz świata, mistrz Europy.

## Igrzyska olimpijskie
Na igrzyskach zadebiutował w 2012 roku w Londynie. Wystąpił wówczas w zawodach czwórki bez sternika razem z Boazem Meylinkem, Kajem Hendriksem i Rubenem Knabem. W eliminacjach zajęli trzecie miejsce i awansowali do półfinału. Tam dopływając na metę na trzeciej pozycji, awansowali so finału. W decydującej próbie zajęli piąte miejsce, tracąc do podium 7,58 sekundy.
Cztery lata później w Rio de Janeiro wziął udział w rywalizacji ósemek. Skład osady uzupełnili: Dirk Uittenbogaard, Boaz Meylink, Kaj Hendriks, Boudewijn Röell, Olivier Siegelaar, Tone Wieten, Robert Lücken i Peter Wiersum jako sternik. W eliminacjach zajęli drugie miejsce, przez co musieli uczestniczyć w repasażach. W nich awansowali do finału, dopływając do mety na drugiej pozycji. W finale zajęli trzecie miejsce, zdobywając brązowy medal.